# Ficus cavronii
Ficus cavronii là một loài thực vật có hoa trong họ Moraceae. Loài này được Carrière mô tả khoa học đầu tiên năm 1887.